# تفجير حافلة كيريات ميناحيم

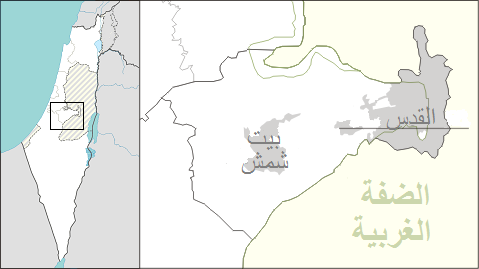
موقع الحادث في مدينة القدس.

تفجير حافلة كيريات ميناحيم هو تفجير نفذته حركة المقاومة الإسلامية (حماس) في 21 نوفمبر 2002 م، وهو عبارة عن تفجيرة حافلة نقل عامة  في حي كيريات ميناحيم في مدينة القدس، أسفر عن التفجير مقتل 11 إسرائيليًا وإصابة أكثر من 50 بجروح.

## الهجوم
في 21 نوفمبر 2002 م، حوالي الساعة 7:00 صباحًا، قام الفلسطيني نائل أبو هلال - مرتديًا حزامه الناسف المعبأ بخمسة كيلوجرامات من المتفجرات - باستقلال حافلة نقل عامة في شارع المكسيك في مدينة القدس.
ثم قام بتفجير المتفجرات في الحافلة قبل أن تصل الحافلة إلى المحطة التالية، بينما كانت الحافلة مجاورة لحي كريات مناحيم. مما أدى لمقتل 11 شخصًا وإصابة أكثر من 50 بجروح.

### الوفيات
| - هوداية أسرف، 13 سنة، القدس - مارينا بازارسكي، 46 سنة، القدس - هداسا (يلينا) بن داود، 32 سنة، القدس - سيما نوفاك، 56 سنة، القدس - كيرا بيرلمان، 67 سنة، القدس - ايلان بيرلمان، 8 سنوات، القدس – حفيد كيرا بيرلمان | - يفيت رافيفو، 14 سنة، القدس - إيلا شارشيفسكي، 44 سنة، القدس - مايكل شارشيفسكي، 16 سنة، القدس – ابن إيلا شارشيفسكي - ميرسيا فارغا, 25 سنة، سائح من رومانيا - ديكالا زينو، 22 سنة، القدس. |

## المُنفِّذون
أعلنت حركة حماس مسؤوليتها عن الهجوم الذي نفذه نائل أبو هلال 22 سنة، من منطقة الخضرجنوب بيت لحم. وقد صرَّح والد نائل بعد العملية أنه فخور بولده  قائلًا: «ديننا يقول أننا فخورون به إلى يوم القيامة».

## وصلات خارجية
- قنبلة في حافلة ركاب مزدحمة في القدس تقتل ما لا يقل عن 10 نسخة محفوظة 7 نوفمبر 2012 على موقع واي باك مشين. – واشنطن بوست ، تشرين الثاني / نوفمبر 21, 2002.
- القدس، تفجير يقتل 11 – الجارديان, نوفمبر 21, 2002.
- القدس، انفجار حافلة يقتل 11 – أخبار بي بي سي ، تشرين الثاني / نوفمبر 21, 2002.
- التفجير رقم 20، حافلة ايجد في كيريات ميناحيم، القدس، تشرين الثاني / نوفمبر 21, 2002 – وزارة الخارجية الإسرائيلية.